# Blaberus minor
Blaberus minor es una especie de insecto blatodeo de la familia Blaberidae. Comparte con el resto de sus congéneres uno de los mayores tamaños entre las cucarachas.

## Distribución geográfica
Se la puede encontrar en Brasil, Bolivia, Paraguay y Argentina.

## Sinónimos
- Blabera fraterna Saussure, 1864